# Lubiatówko
Lubiatówko – wieś w województwie wielkopolskim, w powiecie śremskim, w gminie Dolsk. 
Wieś szlachecka Lubiatowo minor położona była w 1581 roku w powiecie kościańskim województwa poznańskiego. W latach 1975–1998 miejscowość administracyjnie należała do województwa poznańskiego.
Wieś położona w okolicy Pagórków Dolskich na skraju lasu i pomiędzy jeziorami: Dolskim Wielkim i Lubiatówko, przy drodze powiatowej nr 4073 z Nochowa do Dolska. 
Pierwsze wzmianki o wsi w dokumentach pochodzą z 1404. Wspomniany został Mikołaj Lubiatowski. Właścicielami Lubiatówka byli m.in. Czaccy, Błociszewscy, Chłapowscy oraz Unrugowie. We wsi mieszkał Józef Chłapowski, ojciec Dezyderego, starosta kościański i poseł na sejm.
Zabytkiem wsi chronionym prawem jest zespół dworski składający się z dworu z połowy XIX wieku, parku z przełomu XIX i XX wieku o powierzchni 2,4 ha oraz spichrza z końca XVIII wieku. W Lubiatówku znajduje się także późnośredniowieczne grodzisko oraz piwnice po starym dworze lub dworskiej kaplicy św. Anny.

## Linki zewnętrzne

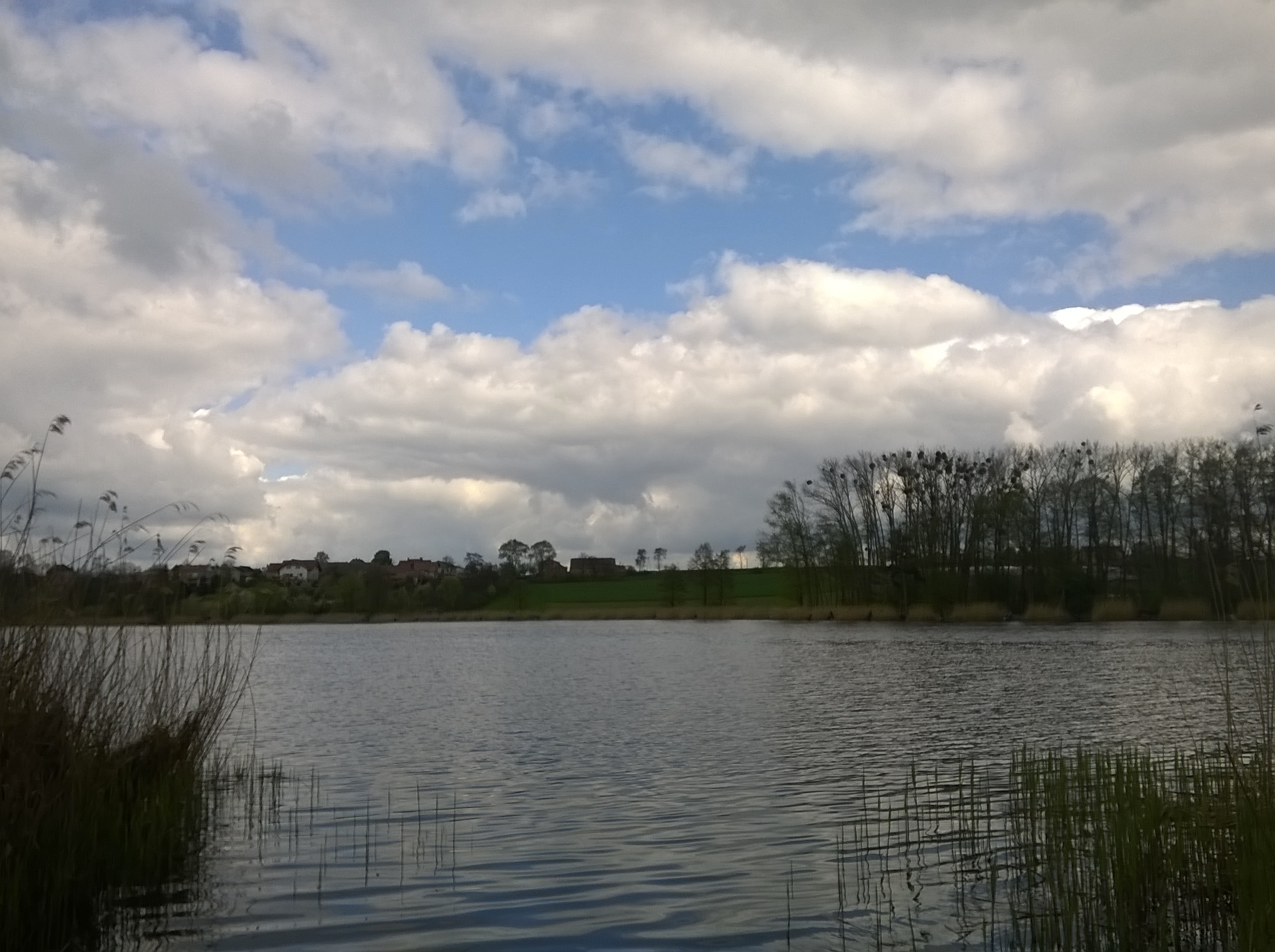
Jezioro Lubiatówko